# 24, rue Montoyer
 (janvier 2025).
Le 24, rue Montoyer est un immeuble se trouvant à proximité de la rue Belliard, de la rue de l'Industrie et de la rue de la Science, ainsi que de plusieurs espaces verts comme le parc Royal et le square Frère-Orban dans le quartier Léopold à Bruxelles, en Région de Bruxelles-Capitale, Belgique.
Ce quartier, marqué par une riche histoire architecturale, témoigne des mutations urbanistiques entre le XIXᵉ siècle et les années 1950. Initialement conçu comme un espace résidentiel prestigieux avec des hôtels de maître et des maisons bourgeoises, il s'est progressivement transformé en un centre administratif et institutionnel, notamment avec l’arrivée des institutions européennes après 1950,. Le 24, rue Montoyer est d'ailleurs situé à côté d'un ensemble d'immeuble classés au n°26 et n°28, rue Montoyer.

## Histoire
Le site sur lequel se trouve le 24, rue Montoyer a connu de nombreuses transformations depuis sa création au XIXe siècle, sous l'impulsion de l'architecte et urbaniste Tilman-François Suys.

### Chronologie des transformations majeures

#### Période néoclassique
À partir de 1840, le quartier Léopold est aménagé selon un plan rationnel et symétrique conçu par Tilman-François Suys. L’objectif était de créer un espace résidentiel prestigieux combinant hôtels de maître et maisons bourgeoises. Les bâtiments du quartier témoignent de l’urbanisme destinée à la bourgeoisie du XIXe siècle à Bruxelles.

#### 1902-1933
L'immeuble néoclassique abrite les bureaux de La comtesse de Villegas de Clercamp, destiné à des réceptions diplomatiques,.

#### Années 1950 et transformations européennes
Avec l’installation des institutions européennes à partir des années 1950, le quartier connaît une mutation majeure. De nombreux bâtiments d’époque sont démolis pour laisser place à des immeubles de bureaux modernes, adaptés aux besoins administratifs. Ce phénomène marque un tournant dans l’identité architecturale du quartier, transformant une zone résidentielle en centre névralgique des affaires européennes (zone administrative).

#### 1953
Agrandissement de l'immeuble pour La Maison de l’Industrie Textile Belge qui y installe son siège pour ses usages administratifs.

#### 1974-1977
Sous la direction de l’architecte Georges Dewit, un nouveau bâtiment moderniste est construit, répondant aux nouveaux besoins de la société.

#### 1995
La Maison de l’Industrie commande à l’architecte Dubrulle du bureau Aries Group un plan d’extension et de réaménagement de bureaux. Son existence n'est pas certifiée aux archives de Bruxelles.

#### 2023
Le promoteur immobilier extensa et le bureau Archi2000 engage un projet de transformation, intégrant une ossature en bois et visant une certification BREEAM Excellent.

## Architecture

### Description des façades

#### Façade avant

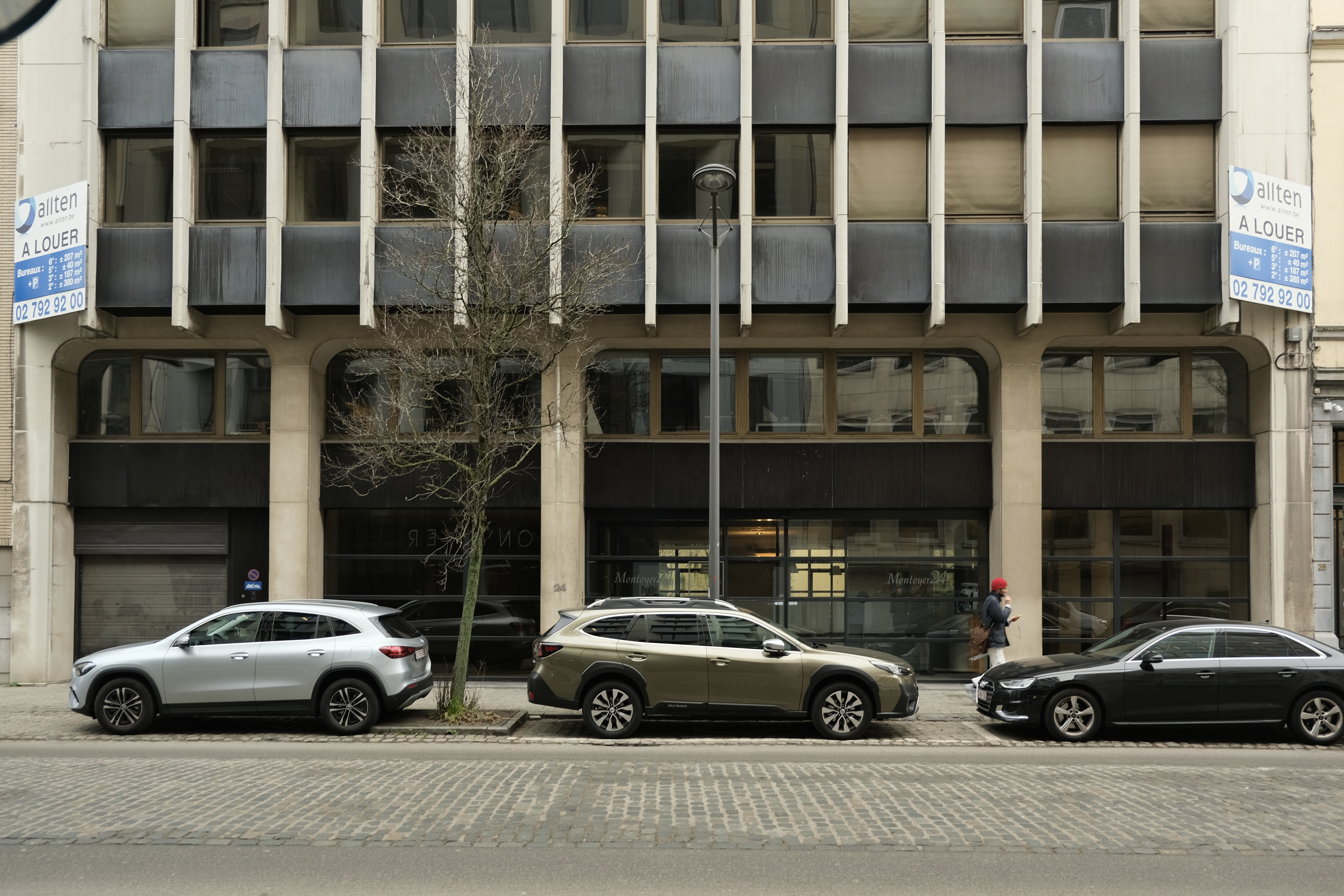
Photo de la façade à rue, au niveau rez-de-chaussée, au 24, rue Montoyer

Le bâtiment actuel, conçu par Georges Dewit entre 1974 et 1977, illustre un style fonctionnaliste.
La façade avant est organisée en plusieurs parties distinctes. Elle comprend un soubassement (niveaux rez-de-chaussée et entresol), légèrement en retrait par rapport aux niveaux supérieurs (+2 à +6). Au sommet, un dernier étage (+7) est également en retrait par rapport aux façades avant et arrière.
Le soubassement est intégré dans quatre grandes arcades en béton, habillées de plaques en béton blanc architectonique.
Aux extrémités du bâtiment, la façade reprend la courbure incurvée des arcades, caractéristique des formes en anse de panier. Cette courbure est renforcée visuellement par quatre piliers verticaux, espacés de manière régulière, qui rythment et structure de la façade. Ces piliers délimitent treize travées, où chaque niveau est équipé de châssis en aluminium anodisé clair et de vitrages fumés, reflétant un style typique des années 1970.
Parmi les quatre arcades, trois sont destinées au public, tandis que la quatrième, située à l'extrémité gauche, donne accès au garage. Enfin, l'arcade centrale, d’une longueur presque double, sert d’entrée principale. Cette arcade est entièrement vitrée, avec des châssis en aluminium gris foncé.

#### Façade arrière
Le style sobre tranche avec celui de la façade avant. La façade est composée de briquettes de parement de teinte blanchâtre. Au rez, les châssis de plus grande taille sont de même taille que ceux de la façade avant. Aux étages, les châssis successifs à deux et trois ventaux de couleur claire sont séparés par des colonnes de béton surmontés d’une moulure. Au dernier niveau en retrait, le 7e étage, de trouve un garde-corps métallique fixé sur le mur acrotère sécurisant l’espace extérieur.